# Mount Vernon, Iowa
Mount Vernon är en ort i Linn County i delstaten Iowa, USA.